# Kees van Kooten
Cornelis Reinier (Kees) van Kooten (Den Haag, 10 augustus 1941) is een Nederlands cabaretier en schrijver.

## Biografie

### Persoonlijk
Van Kooten werd in 1941 geboren in de Bethlehemkliniek in Den Haag als oudste kind van Cornelis Reinier van Kooten en Anna Geertruida Snaauw. In 1945 werd zijn zus geboren. In 1959 leerde hij zijn toekomstige vrouw Barbara kennen, met wie hij in 1966 ging samenwonen op de Prinsengracht in Amsterdam. Op 18 oktober 1968 trouwden ze. Na hun bruiloft gingen ze aan de Nekkerweg in Zuidoostbeemster wonen, waar twee kinderen geboren werden: op 17 december 1971 zoon Kasper en op 26 januari 1974 dochter Kim. Beiden zijn later ook bekend geworden. Zijn vrouw speelde af en toe gastrollen in zijn televisieprogramma's. In 1978 verhuisde het gezin naar Hilversum en in 1996 naar Amsterdam. In augustus 2014 werd Van Kooten getroffen door een hartinfarct. In het VUmc in Amsterdam onderging hij een geslaagde bypassoperatie. Hij schreef hierover in zijn boek Leve het welwezen.

### Columns
In 1968 begon Kees van Kooten met zijn beroemd geworden wekelijkse column Treitertrends in het weekblad de Haagse Post, die hij jarenlang zou voortzetten. Bloemlezingen hieruit verschenen vanaf 1969 in boekvorm en zouden vele herdrukken beleven. Daarbij bezigde hij ook geregeld de naam Koot (zoals in de titels van de bundels Koot droomt zich af en Koot graaft zich autobio), waarmee hij ook wel werd aangesproken door zijn metgezel De Bie, die op zijn beurt ook wel kortweg Bie werd genoemd.

### Koot en Bie
Van Kooten werd vooral bekend door zijn samenwerking met collega Wim de Bie. Met hem vormde hij, aanvankelijk voor het radioprogramma Uitlaat als de Klisjeemannetjes, voor de televisie het duo Van Kooten en De Bie, dat jarenlang programma's voor de VARA en VPRO maakte. Hun samenwerking begon al op de middelbare school, het Dalton Lyceum. Hier startten ze samen een cabaretensemble met de naam Cebrah. De eerste programma's hadden de titels G.Rapsgewijs en Te hooi en te grap. Behalve televisieprogramma's maakte het duo ook tussen 1972 en 1985 de Bescheurkalender. Van Kooten schreef diverse boeken, zowel onder zijn eigen naam als onder pseudoniemen. Gebruikte pseudoniemen waren Koot, Jan Blommers, Hans van Dek, Tj. Hekking, Heer Koot, Harry F. Kriele en Roman Tate. Van Kooten werkte aanvankelijk nog als freelance copywriter.

#### Bekende typetjes
- Koos Koets: naar eigen zeggen een oudere jongere, qua verschijning en woordgebruik een parodie op het cliché van de hippiejongere; vaste uitdrukkingen: mozes kriebel en jemig de pemig.
- Zuster Laetitia: een non die een oproep deed aan mede-religieuzen om een eind te maken aan de machocultuur in de kerk.
- Mehmet Pamuk: een Turkse gastarbeider die dolgraag wil integreren, en zijn best doet om foutloos Nederlands te spreken, waarbij zijn Nederlands beter en vooral bloemrijker is dan dat van zijn gesprekspartners. Groenteman Henk Blok heeft echter juist een cursus Turks gevolgd om zijn klanten beter te woord te kunnen staan.
- De Vieze Man: een morsige perverse zonderling, wiens universum draait om seksuele insinuaties .
- Prof. dr. ir. P. Akkermans: een man die beweert dat zijn naam voor vrijwel elke belangrijke vacature circuleert. ("Ik bén genoemd").
- Dr. Remco Clavan: Oost-Europadeskundige die in feite weinig nieuws te vertellen heeft en slechts in andere bewoordingen de vraag herhaalt.
- H.J. Bussink: oud-verzetsman en fanatiek monarchist, die zich vaak over kleine dingen erg boos maakt.
- Diana Charité: een zwaar opgemaakte, wat oudere dame met een harde doorrookte stem en een uitgesproken mening. ("Weetjewel, weet je niet?")
- Prof. dr. E.I. Kipping: neerlandicus die op vaak onnavolgbare manier taalfouten en -regels probeert te verduidelijken.
- Harry van Klingelen: ambulant reprentant, een slinkse colporteur met uiterst gladde praatjes.
- Sjon: alleenstaande vandaal, driftkop die zich miskend voelt omdat hij niet bij een club hoort

##### Als duo met Wim de Bie
- De gebroeders Gé en Arie Temmes: twee oude uitkeringsgerechtigde mannen die zich over kleinigheidjes opwinden, waarbij Arie ook vaak op Gé moppert; bekend door hun oorlogservaringen ("Wo ist der Bahnhof? - Do ist der Bahnhof!").
- F. Jacobse en Tedje van Es: twee 'vrije jongens' die zich vooral bezighouden met zwart werk en kleine oplichtingspraktijken; tevens oprichters van de Tegenpartij.
- De Klisjeemannetjes: twee mannen met een Haags accent die aan het biljart in clichématig taalgebruik gesprekken voeren.
- Moeder en zoon Carla en Frank van Putten: gefrustreerde nestblijver Frank wordt continu betutteld door zijn moeder, terwijl hij in verloren momenten opgaat in seksuele fantasieën. ("Ik wil een lekkere, ronde, blonde meid om mee te rollebollen onder de kerstboom. ... Maar ja, ik heb geen lekkere blonde vriendin. Ik heb alleen mijn moeder, en daar ben ik voor behandeld.")
- Jet en Koosje Veenendaal: twee samenwonende oudere zussen met een respectievelijk zorgelijk en nuchter karakter
- De Positivoos: twee relizangers met politiek incorrecte liedjes, die vooral uit zijn op commercieel succes.
- Reporters Harry F. Kriele en Bulle van Berkel: Van Berkel werd vooral gekenmerkt door zijn stereotiepe lange jas, terwijl de reportages van Kriele vrijwel altijd een fiasco waren.
- Bert en Dien Meibos: echtpaar en vroegere leden van de Gerrit Braks-fanclub. Nadat deze uit de politiek was gestapt werden ze fan van achtereenvolgens Koos Alberts, Frans Bauer, Paul de Leeuw en de Spice Girls. Omdat Dien, die dominant en schreeuwerig is waarbij ze de mompelende Bert voortdurend overstemt, hen hier te oud voor vond, werden ze weer fan van de Everly Brothers, net als bij hun huwelijk.
- Cornelis en Catalijne Pronk: een echtpaar dat een kind uit Afrika had geadopteerd, maar het nog nooit in het echt gezien hadden. Cornelis gaf zijn vrouw geregeld een corrigerende tik.
- Wethouder Tjolk Hekking en Burgemeester Hans van der Vaart (lid van de Rose Burgemeestersclub) van de gemeente Juinen.
- Ralph en Thea Ternauw: mooiweerprater Ralph en zijn in stilte opstandige vrouw Thea.

##### Als trio met Barbara van Kooten en Wim de Bie
- Cor van der Laak (krities AVRO-lid), zijn vrouw Cock en de mentaal wat trage zoon Ab van der Laak (wereldkampioen Boter, Kaas en Eieren).

## Televisie, radio, film en theater
- 1964: Uitlaat, met o.a. 'De Klisjeemannetjes' (voor de VARA-radio)

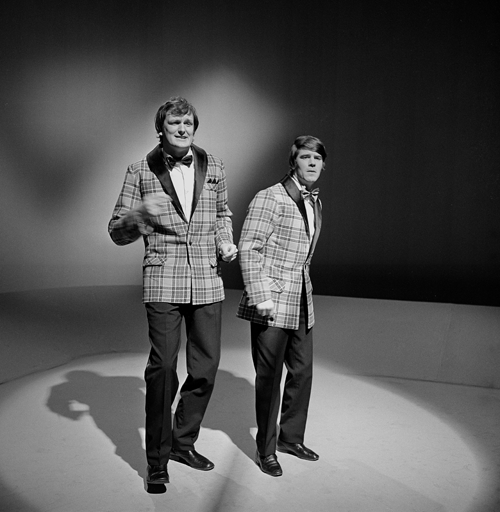
Wim de Bie en Kees van Kooten (r.) in Hadimassa (1970)

- 1964: Twee in een jeep (ook nog VARA-radio)
- ong. 1965: Lurelei
- 1969-1972: Hadimassa
- 1972: Teleac-cursus Esperanto
- 1972-1974: Het Gat van Nederland
- 1974-1979: Simplisties Verbond (VPRO-televisie)
- 1976: De Dienstlift, naar The Dumb Waiter van Harold Pinter (televisie)
- 1979-1980: Op hun pik getrapt
- 1980-1981: Koot en Bie
- 1981-1982: Van Kooten en De Bie
- 1982-1983: Juinen
- 1983: Een Gebaar (benefietvoorstelling voor Amnesty International)
- 1983: Vroeger kon je lachen (film)
- 1983-1984: Kreateam
- 1984-1988: Van Kooten en De Bie
- 1988-1993: Keek op de week
- 1991: Oh Boy! (film)
- 1993-1994: Krasse Knarren
- 1994-1995: In bed met Van Kooten & De Bie
- 1995-1996: Deksel van de desk
- 1996-1998: Van Kooten en De Bie
- 1999: Hoofd leest zich autobio (theater)
- 2002: Wina Zingt (toneelstuk)
- 2012: Alles is familie (film)
- 2016: Nederland in de jaren 60 (serie documentaires over de jaren 60)

## Prijzen
- 1974 - Zilveren Nipkowschijf, samen met Wim de Bie
- 1977 - Zilveren Nipkowschijf, samen met Wim de Bie
- 1979 - Cestoda-prijs, voor het moeiteloos beoefenen van de Nederlandse taal in al haar genres
- 1985 - Ere-Nipkowschijf, samen met Wim de Bie
- 1986 - G.W.J. Paagman-prijs, voor zijn gehele oeuvre
- 1987 - (eerste) Publieksprijs CPNB
- 1998 - Gouden Beeld Carrière Award, samen met Wim de Bie
- 1999 - Groenman-taalprijs, voor radio-televisie-presentatoren die zich onderscheiden door hun taalgebruik
- 2000 - Littéraire Witte Prijs, voor de verhalenbundel Levensnevel
- 2004 - Gouden Ganzenveer, voor zijn uitzonderlijke bijdrage aan de Nederlandse geschreven cultuur
- 2007 - erelidmaatschap van het Genootschap Onze Taal, samen met Wim de Bie

Twee Edisons en zes gouden platen voor diverse platen van het Simplisties Verbond.

## Trivia
- Hij was een goede vriend van toenmalig Humo-hoofdredacteur Guy Mortier en publiceerde al sinds de jaren zeventig een wekelijkse column in Humo. Het blad besteedde tijdens de jaren zeventig, tachtig en negentig veel aandacht aan de programma's van Van Kooten en De Bie en prees hen, vooral omdat er in Vlaanderen geen equivalent op televisie te vinden was. Andersom bewonderde Van Kooten Humo in die jaren omdat hij vond dat er in Nederland geen televisieblad te vinden was dat even goed was als Humo. Mortier figureerde ooit in een sketch van Van Kooten en De Bie als laborant. In een andere sketch toonden Van Kooten en De Bie op televisie een nummer van Humo en verklaarden dat het "het beste blad aller tijden" was, iets wat Mortier zelf "een van de ontroerendste momenten uit zijn leven" noemde. Toen Mortier met pensioen ging in 2003, kwam Van Kooten een hommagetoespraak houden.
- In de stripreeks De Kiekeboes heeft hij in het album De taart een cameo als verslaggever-ter-plaatse "Koos van Keeten".
- Van Kooten was lijstduwer voor de Partij voor de Dieren bij de Tweede Kamerverkiezingen 2006. Hij stond toen op plek 30.
- Hij schreef in 2013 het Groot Dictee der Nederlandse Taal.